# سوارتمور
سوارتمور (به انگلیسی: Swarthmoor) یک روستا در بریتانیا است که در کامبریا واقع شده‌است.